# Franz Christoph Effinger

Franz Christoph Effinger, Johannes Dünz zugeschriebenes Bildnis von 1692.

Franz Christoph Effinger (von Wildegg) (* 4. Juli 1657 in Wildegg; † 4. September 1712 in Veltheim) war ein Schweizer Magistrat.
Franz Christoph Effinger kam als Sohn des Hans Thüring Effinger und der Salome May zur Welt. Er war verheiratet mit Juliana Rosina von Erlach. Er gehörte 1673 bis 1674 zur eidgenössischen Truppe, die zur Verteidigung Strassburgs entsandt worden war. 1678 erbte er Schloss und Herrschaft Schloss Wildenstein von seinem Vater. Effinger gelangte 1680 als erstes Familienmitglied in den Grossen Rat der Stadt Bern und war von 1690 bis 1696 Schultheiss von Büren an der Aare.